# Unfaithful (lied)
"Unfaithful" is een Pop/r&b ballad van Barbadiaanse zangeres Rihanna, geschreven door Ne-Yo, in samenwerking met het duo Stargate, die ook het nummer produceerden. De track werd als tweede single uitgebracht voor Rihanna's tweede studioalbum A Girl Like Me. De single presteerde goed en haalde de 6e positie in de Billboard Hot 100, de 2e in Engeland, in de Nederlandse Top 40 en United World Chart de #4.

## Tracklist

### Cd-single (UK versie)
1. "Unfaithful" (Eriksen, M./Hermansen, T./Smith, S.) — 3:48
2. "SOS (Moto Blanco Remix)" (Bogart, E. Kidd/Cobb, E./Rotem, J.) — 5:14

### Cd-single Pt. 2
1. "Unfaithful" (Eriksen, M./Hermansen, T./Smith, S.) — 3:48
2. "Unfaithful (Tony Moran Radio Edit)" (Eriksen, M./Hermansen, T./Smith, S.) — 3:10
3. "Unfaithful (Instrumental)" (Eriksen, M./Hermansen, T./Smith, S.)
  - Extra's:

"Unfaithful" (Video) — 4:34

### Nederlandse cd-single
1. "Unfaithful" (Eriksen, M./Hermansen, T./Smith, S.) — 3:48
2. "Unfaithful (Tony Moran Radio Edit)" (Eriksen, M./Hermansen, T./Smith, S.) — 3:10

### UK 12" vinylsingle

#### A kant
1. "Unfaithful" (Radio Edit)
2. "Unfaithful" (Instrumentaal)

#### B kant
1. "Unfaithful" (Remix)

## Hitlijsten
| Chart                           | Hoogste positie |
| ------------------------------- | --------------- |
| Australische ARIA Single Top 50 | 2               |
| Belgische Ultratop 50           | 3               |
| Duitse Single Top 100           | 2               |
| Engelse Single Top 75           | 2               |
| Finse Single Top 20             | 13              |
| Franse Single Top 100           | 7               |
| Ierse Single Top 50             | 2               |
| Italiaanse Single Top 50        | 18              |
| Nederlandse Top 40              | 4               |
| Noorse Single Top 20            | 2               |
| Nieuw-Zeeland Single Top 40     | 4               |
| Oostenrijkse Single Top 75      | 2               |
| Portugese Single Top 50         | 1               |
| United World Chart              | 4               |
| VS Billboard Hot 100            | 6               |
| Zweedse Single Top 60           | 6               |
| Zwitserse Single Top 100        | 1               |

| "Unfaithful" in de Nederlandse Top 40 (22/07/06 - 04/11/06) | "Unfaithful" in de Nederlandse Top 40 (22/07/06 - 04/11/06) | "Unfaithful" in de Nederlandse Top 40 (22/07/06 - 04/11/06) | "Unfaithful" in de Nederlandse Top 40 (22/07/06 - 04/11/06) | "Unfaithful" in de Nederlandse Top 40 (22/07/06 - 04/11/06) | "Unfaithful" in de Nederlandse Top 40 (22/07/06 - 04/11/06) | "Unfaithful" in de Nederlandse Top 40 (22/07/06 - 04/11/06) | "Unfaithful" in de Nederlandse Top 40 (22/07/06 - 04/11/06) | "Unfaithful" in de Nederlandse Top 40 (22/07/06 - 04/11/06) | "Unfaithful" in de Nederlandse Top 40 (22/07/06 - 04/11/06) | "Unfaithful" in de Nederlandse Top 40 (22/07/06 - 04/11/06) | "Unfaithful" in de Nederlandse Top 40 (22/07/06 - 04/11/06) | "Unfaithful" in de Nederlandse Top 40 (22/07/06 - 04/11/06) | "Unfaithful" in de Nederlandse Top 40 (22/07/06 - 04/11/06) | "Unfaithful" in de Nederlandse Top 40 (22/07/06 - 04/11/06) | "Unfaithful" in de Nederlandse Top 40 (22/07/06 - 04/11/06) | "Unfaithful" in de Nederlandse Top 40 (22/07/06 - 04/11/06) | "Unfaithful" in de Nederlandse Top 40 (22/07/06 - 04/11/06) |
| Week                                                        | 1                                                           | 2                                                           | 3                                                           | 4                                                           | 5                                                           | 6                                                           | 7                                                           | 8                                                           | 9                                                           | 10                                                          | 11                                                          | 12                                                          | 13                                                          | 14                                                          | 15                                                          | 16                                                          | 17                                                          |
| ----------------------------------------------------------- | ----------------------------------------------------------- | ----------------------------------------------------------- | ----------------------------------------------------------- | ----------------------------------------------------------- | ----------------------------------------------------------- | ----------------------------------------------------------- | ----------------------------------------------------------- | ----------------------------------------------------------- | ----------------------------------------------------------- | ----------------------------------------------------------- | ----------------------------------------------------------- | ----------------------------------------------------------- | ----------------------------------------------------------- | ----------------------------------------------------------- | ----------------------------------------------------------- | ----------------------------------------------------------- | ----------------------------------------------------------- |
| Nummer                                                      | 25                                                          | 13                                                          | 7                                                           | 5                                                           | 6                                                           | 4                                                           | 5                                                           | 6                                                           | 8                                                           | 15                                                          | 16                                                          | 20                                                          | 23                                                          | 25                                                          | 28                                                          | 34                                                          | uit                                                         |

| "Unfaithful" in de Vlaamse Ultratop 50 - binnen 29-07-2006 | "Unfaithful" in de Vlaamse Ultratop 50 - binnen 29-07-2006 | "Unfaithful" in de Vlaamse Ultratop 50 - binnen 29-07-2006 | "Unfaithful" in de Vlaamse Ultratop 50 - binnen 29-07-2006 | "Unfaithful" in de Vlaamse Ultratop 50 - binnen 29-07-2006 | "Unfaithful" in de Vlaamse Ultratop 50 - binnen 29-07-2006 | "Unfaithful" in de Vlaamse Ultratop 50 - binnen 29-07-2006 | "Unfaithful" in de Vlaamse Ultratop 50 - binnen 29-07-2006 | "Unfaithful" in de Vlaamse Ultratop 50 - binnen 29-07-2006 | "Unfaithful" in de Vlaamse Ultratop 50 - binnen 29-07-2006 | "Unfaithful" in de Vlaamse Ultratop 50 - binnen 29-07-2006 | "Unfaithful" in de Vlaamse Ultratop 50 - binnen 29-07-2006 | "Unfaithful" in de Vlaamse Ultratop 50 - binnen 29-07-2006 | "Unfaithful" in de Vlaamse Ultratop 50 - binnen 29-07-2006 | "Unfaithful" in de Vlaamse Ultratop 50 - binnen 29-07-2006 | "Unfaithful" in de Vlaamse Ultratop 50 - binnen 29-07-2006 | "Unfaithful" in de Vlaamse Ultratop 50 - binnen 29-07-2006 | "Unfaithful" in de Vlaamse Ultratop 50 - binnen 29-07-2006 | "Unfaithful" in de Vlaamse Ultratop 50 - binnen 29-07-2006 | "Unfaithful" in de Vlaamse Ultratop 50 - binnen 29-07-2006 | "Unfaithful" in de Vlaamse Ultratop 50 - binnen 29-07-2006 | "Unfaithful" in de Vlaamse Ultratop 50 - binnen 29-07-2006 |
| Week                                                       | 1                                                          | 2                                                          | 3                                                          | 4                                                          | 5                                                          | 6                                                          | 7                                                          | 8                                                          | 9                                                          | 10                                                         | 11                                                         | 12                                                         | 13                                                         | 14                                                         | 15                                                         | 16                                                         | 17                                                         | 18                                                         |                                                            | 19                                                         |                                                            |
| ---------------------------------------------------------- | ---------------------------------------------------------- | ---------------------------------------------------------- | ---------------------------------------------------------- | ---------------------------------------------------------- | ---------------------------------------------------------- | ---------------------------------------------------------- | ---------------------------------------------------------- | ---------------------------------------------------------- | ---------------------------------------------------------- | ---------------------------------------------------------- | ---------------------------------------------------------- | ---------------------------------------------------------- | ---------------------------------------------------------- | ---------------------------------------------------------- | ---------------------------------------------------------- | ---------------------------------------------------------- | ---------------------------------------------------------- | ---------------------------------------------------------- | ---------------------------------------------------------- | ---------------------------------------------------------- | ---------------------------------------------------------- |
| Nummer                                                     | 24                                                         | 10                                                         | 8                                                          | 4                                                          | 3                                                          | 3                                                          | 4                                                          | 6                                                          | 7                                                          | 10                                                         | 11                                                         | 12                                                         | 13                                                         | 19                                                         | 21                                                         | 22                                                         | 32                                                         | 48                                                         | UIT                                                        | 49                                                         | UIT                                                        |